# Борис Бонев (офицер)
Вижте пояснителната страница за други личности с името Борис Бонев.
Борис Иванов Бонев е български офицер, генерал-майор и професор.

## Биография
Роден е на 14 декември 1938 г. във Варна. Между 1956 и 1959 г. учи в Народното военно техническо училище в Горна Оряховица и се дипломира като „техник по самолета и двигателя“. Тогава е произведен и в първо офицерско звание лейтенант. От 1959 до 1963 г. е последователно старши техник на 27-и изтребителен авиополк в Балчик и на авиационни звена в Добрич и Равнец. През 1968 г. завършва Военната академия в София. През 1973 г. защитава докторска дисертация във Военновъздушната инженерна академия „Н. Жуковски“ в Москва. Започва да преподава във Висшето военновъздушно училище „Георги Бенковски“. Там е първи началник на катедра „Аеродинамика“. Известно време е заместник-началник по учебната и научната част на Военновъздушното училище. От 1981 г. е доктор на техническите науки. През 1983 г. става професор по аеродинамика на летателните апарати, а на следващата година е назначен за Директор на Централна научноизследователска космическа лаборатория на БАН. През 1987 г. Бонев създава Института за космически изследвания на БАН и става негов пръв директор. В два периода е Представител на България в Комитета за мирно използване на Космоса на ООН (1987 – 1997 и от 2002 година). От 1988 г. е генерал-майор. На 23 декември 1999 г. е освободен от кадрова военна служба. През 2014 г. е удостоен със званието доктор хонорис кауза на Националния военен университет.